# Ponto de alinhavo
Ponto de alinhavo é um ponto de bordado do tipo reto, o ponto básico para a costura à mão.

## Utilização
É encontrado em muitos bordados tradicionais como o kantha da Índia e Bangladesh e o trabalho japonês sashiko.

## Execução

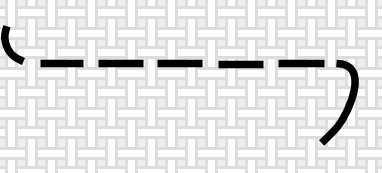
O ponto de alinhavo

O ponto de alinhavo pode ser de comprimento variável, mas tipicamente o ponto mais comprido fica do lado direito do tecido enquanto o do lado do avesso o ponto é menor. É um ponto rápido e fácil de trabalhar muitas vezes usado para formar a fundação de outros pontos. 
Este é um dos pontos mais simples e fáceis, passe a agulha para dentro e para fora, em intervalos regulares, no sentido horizontal, agrupando três ou mais fios da trama do tecido , se o material permitir, é possível acumular alguns pontos na agulha por vez, antes da linha ser puxada através do material.